# Chanteraine
Chanteraine település Franciaországban, Meuse megyében. Lakosainak száma 186 fő (2022. január 1.). Chanteraine Willeroncourt, Boviolles, Givrauval, Ligny-en-Barrois, Menaucourt, Naix-aux-Forges, Nançois-le-Grand, Saint-Aubin-sur-Aire és Saulvaux községekkel határos.

## Népesség
A település népességének változása:
| Lakosok száma | 100  | 205  | 251  | 207  | 193  | 184  | 185  | 189  | 188  | 186  |
|               | 1968 | 1982 | 1990 | 2006 | 2013 | 2015 | 2017 | 2019 | 2020 | 2022 |